# خنده در وایکیکی ۲
خنده در وایکیکی ۲ (کره‌ای: 으라차차 와이키키 2) یک مجموعهٔ تلویزیونی کره جنوبی سال ۲۰۱۹ با بازی لی یی کیونگ، کیم سون هو، شین هیون سو، مون گا یونگ، آن سو هی و کیم یه-وون است. این مجموعه دنبالهٔ مجموعه سال ۲۰۱۸، خنده در وایکیکی است. این مجموعه از ۲۵ مارس تا ۱۴ مه ۲۰۱۹، روزهای دوشنبه و سه‌شنبه ساعت ۲۱:۳۰ (کی‌اس‌تی) از جی‌تی‌بی‌سی برای ۱۶ قسمت پخش شد.

## بازیگران

### اصلی
- لی یی کیونگ در نقش لی جون کی[۳][۴]
- کیم سون هو در نقش چا وو شیک[۳]
- شین هیون سو در نقش کوک کی بونگ[۳][۵]
- مون گا یونگ در نقش هان سو یون[۶]
- آن سو هی در نقش کیم جونگ اون
- کیم یه-وون در نقش چا یو ری[۶]

## تولید
- به کانگ هان نا پیشنهاد بازی برای یکی از نقش‌های اصلی زن داده شده‌بود، اما آن را رد کرد.[۷]
- کیم جونگ-هیون که در فصل اول ایفای نقش کرده بود، پیشنهاد بازگشت برای بازی در این مجموعه را نپذیرفت.
- نخستین جلسهٔ فیلم‌نامه خوانی در ۲۱ ژانویه ۲۰۱۹ در ساختمان جی‌تی‌بی‌سی در سانگام، سئول، کره جنوبی انجام شد.[۸]